# Râul Valea Ulucilor
Râul Valea Ulucilor este un curs de apă, afluent al râului Valea Peșterii